# چمن‌چکاو دم‌دراز
چمن‌چکاو دم‌دراز (نام علمی: Sturnella loyca) نام یک گونه از سرده چمن‌چکاو است.